# パズズ

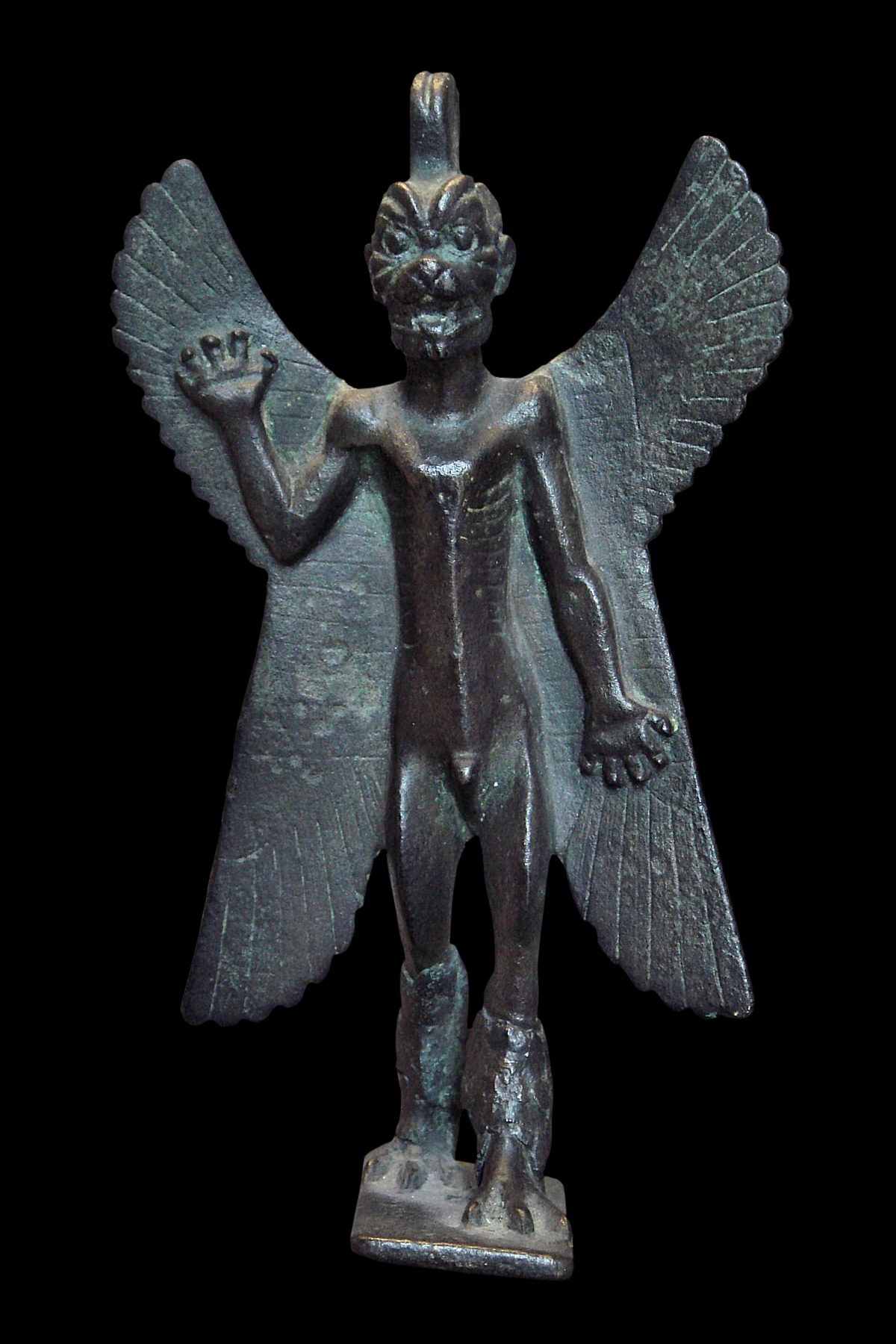
アッシリアの悪魔パズズの像。
背面には「我パズズ、ハンビの息子、猛威を振るい荒々しく山から出てくる大気の悪霊の王者である」と刻まれている。
（ルーブル美術館所蔵）

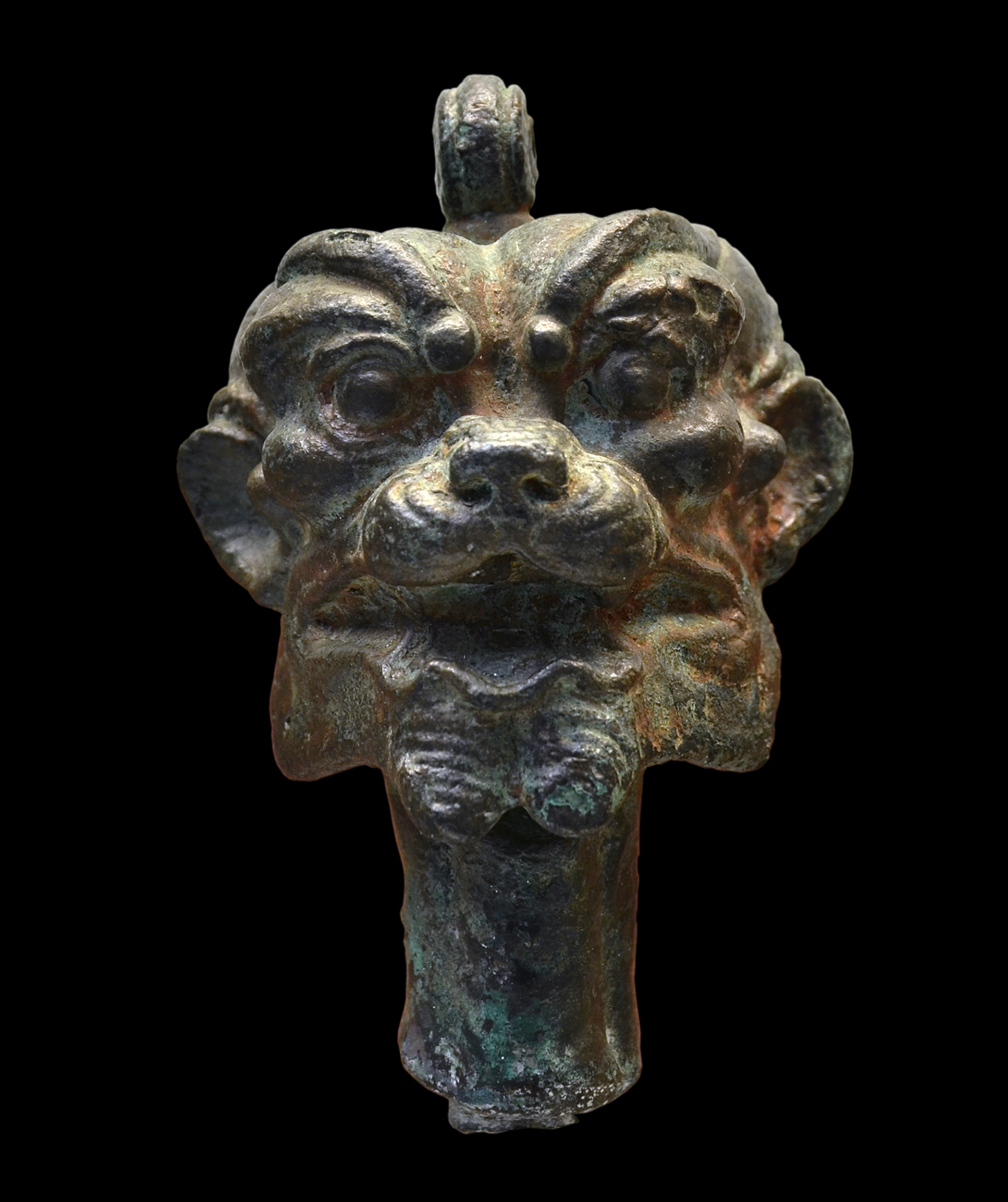
パズズ頭部像
（大英博物館所蔵）

パズズ (Pazuzu) は、アッカドに伝わる風と熱風の悪霊であり、魔神の名である。

## 概要
ライオンの頭と腕、ワシの脚、背中に4枚の鳥の翼とサソリの尾、さらにはヘビの男根を隠し持つという。風とともに熱病をもたらすことから、アッカド人に恐れられていた。しかし、悪霊の王であることから、その彫像が悪霊を統御する護符として用いられることもあった。蝗害を神格化した存在とも考えられている。
メソポタミアの「風の魔王」とされている。人間の身体に獅子の頭とロバの歯を持つラマシュトゥを妻に持つ。